# Gebüg
Gebüg ist ein Ortsteil von Schönau (Pfalz), liegt im Landkreis Südwestpfalz in Rheinland-Pfalz und hat etwa 80 Einwohner.

## Lage
Gebüg liegt im Wasgau, wie der Südteil des Pfälzerwaldes auch genannt wird, in einem sogenannten Hochtal. Rund drei Kilometer weiter östlich befindet sich der Kernort Schönau und westlich der zur Ortsgemeinde Fischbach bei Dahn gehörende Ort Petersbächel. Zu Gebüg gehört der in unmittelbarer Nachbarschaft von Petersbächel gelegene Biehlerhof. Südlich des Ortes befindet sich der Maimont. Rund einen Kilometer nördlich des Siedlungsgebiets verläuft das Petersbächel. Rund einen Kilometer südlich von Gebüg befindet sich die Grenze zwischen Deutschland und Frankreich.

## Geschichte
Im unmittelbaren Einzugsgebiet lebten früher die Nemeter. Die Bewohner waren ab der frühen Neuzeit hauptsächlich Beschäftigte des Schönauer Hüttenwerks. 1657 wird der Ort als „Gebüch“ und 1818 als „Gebüsch“ bezeichnet. 1928 hatte Gebüg 115 Einwohner, die in 24 Wohngebäuden lebten. Beide Konfessionen gehörten damals zur Pfarrei von Schönau. Zu Beginn des Zweiten Weltkriegs wurden die Bewohner des Ortes, der sich in der Roten Zone befand, evakuiert. 2010 hatte der Ort insgesamt 79 Einwohner.

## Politik
Gebüg bildet innerhalb der Gemeinde Schönau den einzigen Ortsbezirk, zu dem ebenso der Biehlerhof gehört. Der Bezirk verfügt über einen eigenen Ortsbeirat sowie einen Ortsvorsteher.
Der Ortsbeirat besteht aus drei (bis 2019 fünf) Mitgliedern, die bei der Kommunalwahl am 9. Juni 2024 in einer Mehrheitswahl gewählt wurden, und dem ehrenamtlichen Ortsvorsteher als Vorsitzendem.
Sebastian Fromm wurde im November 2021 Ortsvorsteher von Gebüg. Bei der Direktwahl am 7. November 2021 war er mit einem Stimmenanteil von 96,1 % gewählt worden. Da bei der Direktwahl am 9. Juni 2024 kein Wahlvorschlag eingereicht wurde, oblag die Neuwahl des Ortsvorstehers gemäß rheinland-pfälzischer Gemeindeordnung dem Ortsbeirat, der auf seiner konstituierenden Sitzung am 12. Juli 2024 einstimmig Sebastian Fromm für weitere fünf Jahre in seinem Amt bestätigte.
Fromms Vorgänger Rainer Nagel hatte das Amt zwölf Jahre bis 2021 ausgeübt.

## Vereine
In Gebüg gibt es den Pfälzer Waldverein Petersbächel/Gebüg e.V. und den Obst- und Gartenbauverein Gebüg/Petersbächel.

## Sehenswürdigkeiten
In der Umgebung von Gebüg befinden sich auf dem Maimont das sogenannte Friedenskreuz, ein keltischer Ringwall und eine keltische Opferschale; außerdem sind die Burgruinen Blumenstein und – bereits auf Gemarkung von Frankreich – Wasigenstein sehenswert.

## Infrastruktur
Durch Gebüg verläuft die Kreisstraße 90. Im 19. Jahrhundert befand sich südöstlich des Ortes eine Schäferei.